# Примусова-Воля (гміна Славно)
Примусова-Воля (пол. Prymusowa Wola) — село в Польщі, у гміні Славно Опочинського повіту Лодзинського воєводства.
Населення — 414 осіб (2011).
У 1975-1998 роках село належало до Пйотрковського воєводства.

## Демографія
Демографічна структура станом на 31 березня 2011 року:
|          | Загалом | Допрацездатний вік | Працездатний вік | Постпрацездатний вік |
| -------- | ------- | ------------------ | ---------------- | -------------------- |
| Чоловіки | 210     | 39                 | 142              | 29                   |
| Жінки    | 204     | 46                 | 108              | 50                   |
| Разом    | 414     | 85                 | 250              | 79                   |